# Jaderná membrána

schéma buněčného jádra v interfázi (mimo buněčné dělení)

Jaderná membrána (karyolema), správněji jaderný obal či jaderná blána (karyotéka), je útvar obklopující jádro buňky, který je tvořen dvěma fosfolipidovými membránami. Vnitřní membrána pomáhá stabilizovat chromatin v jádře, vnější je spojena s endoplazmatickým retikulem. S cytosolem je jádro propojeno skrze tuto membránu pomocí jaderných pórů.

## Funkce
Jaderný obal odděluje genetickou informaci uloženou v jádře od cytosolu. Tím jednak chrání uloženou informaci proti účinku degradačních enzymů a také umožňují složitější kontrolu transkripce tím, že znemožňuje ribozomům nasednout na RNA ještě během syntézy, což se děje u prokaryotních organismů.

## Stavba
Obal jádra sestává ze dvou membrán a vrstvy mezi nimi.
- Vnitřní membrána, na kterou se váže jaderná lamina, síť proteinů dodávající jádru mechanickou odolnost. Také se na ni váže heterochromatin, jehož poloha se tím určuje.
- Vnější membrána připomíná membránu hrubého endoplasmatického retikula a stejně jako ona nese navázané ribozomy.[1]
- Mezimembránový prostor (perinukleární prostor) je ohraničen vnější a vnitřní membránou, pokračuje jako hrubé endoplazmatické retikulum. Ribozomy umístěné na vnější membráně syntetizují proteiny do tohoto prostoru. Šířka činí asi 20–40 nanometrů.[1]

## Transport přes membránu

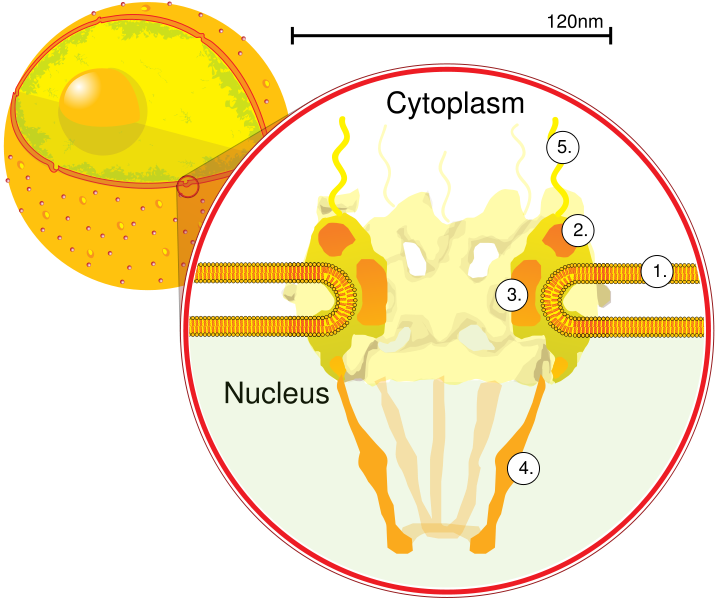
Jaderný pór

Do jádra či naopak ven do cytoplazmy je transportováno množství zcela zásadních molekul, bez nichž by nemohla eukaryotická buňka fungovat. Ven vychází jednotlivé ribozomální podjednotky, mRNP proteiny nebo třeba tRNA, dovnitř směřují transkripční faktory, stavební částice chromatinu či ribozomální proteiny. Některé typy membránového transportu mezi jádrem cytosolem jsou poněkud složitější, ale jmenované molekuly jsou přenášeny především pomocí tzv. jaderných pórů.
Tyto složité komplexy mnoha proteinů jsou zasazeny v dvojité membráně jádra (viz výše) a umožňují poměrně rychlý průchod proteinů do velikosti asi 60 kilodaltonů. Udává se, že za sekundu může přes nukleární pór projít až 1000 makromolekul. Pór má maximální otvor 30–40 nm, rozměrnější makromolekulární struktury zřejmě musí být deformovatelné, aby prošly. Proteiny, které mají projít jaderným pórem, zpravidla nesou tzv. jaderný lokalizační signál (anglicky nuclear localization sequence, NLS). Tento signál (nejčastěji sekvence aminokyselin PKKKRKV nebo třeba KRPAATKKAGQAKKKK) umožňuje rozpoznání specifickými vektory, s nimiž následně kýžený protein projde jaderným pórem. Samozřejmě existuje také jaderný exportní signál (anglicky nuclear export sequence, NES) sloužící zase k vynášení proteinů z jádra ven.

## Rozpad během mitózy
Během profáze mitózy u vyšších eukaryot dochází ke kondenzaci chromozomů a rozpadu jaderné membrány, což umožňuje rozchod chromozomů k pólům dělicího vřeténka a tak rovnoměrnou distribuci do vznikajících dceřiných buněk. Během metafáze je už jaderný obal zcela rozložen do velkého množství váčků, které pak vytvoří jádro nové.
Rozpad probíhá postupnou fosforylací jaderné laminy, která začíná depolymerizovat. Toto pravděpodobně spouští rozpad obalu do jednotlivých váčků, které se pak rozptýlí po cytosolu.
Znovusložení laminy probíhá po defosforylaci tak, že povrch chromozomů slouží jako místo pro opětovnou polymerizaci.